# Ilan Volkov
Ilan Volkov, (in ebraico אילן וולקוב‎?) (Tel Aviv, 8 settembre 1976), è un direttore d'orchestra israeliano.

## Biografia
Il padre di Volkov, Alexander Volkov, era un pianista concertista di origini ucraine. Sua madre, la professoressa Shulamit Volkov della Scuola di studi storici dell'Università di Tel Aviv, è di origine tedesca.
Volkov studiò con il direttore d'orchestra Mendi Rodan presso la Jerusalem Academy of Music and Dance (Rubin Academy) di Gerusalemme, prima di proseguire alla Royal Academy of Music di Londra. All'età di 19 anni fu nominato Young Conductor in Association alla Royal Northern Sinfonia. In seguito è stato direttore d'orchestra della Young Sinfonia, l'orchestra giovanile della Northern Sinfonia. Nel 1997 diventò direttore principale della London Philharmonic Youth Orchestra. Nel 1999 Seiji Ozawa ha nominato Volkov assistente direttore della Boston Symphony Orchestra.
Volkov diresse per la prima volta l'Orchestra Sinfonica Scozzese della BBC (BBC SSO) nel 1998. Diventò direttore capo della BBC SSO nel gennaio 2003, il più giovane direttore d'orchestra nominato all'epoca per un'orchestra della BBC. Nel 2004 fu nominato Giovane Musicista dell'Anno della Royal Philharmonic Society, in riconoscimento del suo lavoro con la BBC SSO. Nel settembre 2007 l'orchestra annunciò la partenza di Volkov dalla direzione principale della BBC SSO nel settembre 2009. Nel dicembre 2008 la SSO della BBC annunciò la nomina di Volkov come suo direttore ospite principale, con inizio dopo la conclusione del suo incarico come direttore principale, con un contratto iniziale di 3 anni con 4 settimane di presenze programmate come ospite. Nel gennaio 2011 l'Orchestra Sinfonica Islandese nominò Volkov come suo 9° direttore principale e direttore musicale, a far tempo dalla stagione 2011-2012, con un contratto iniziale di 3 anni. Il suo contratto iniziale era di 3 anni, con 6 settimane di presenze programmate nella sua prima stagione e 9 settimane di concerti nelle stagioni successive. Volkov concluse il suo mandato con l'Orchestra Sinfonica Islandese nell'agosto 2014 dopo il debutto dell'orchestra a The Proms.
Volkov si é specializzato nella registrazione di opere di artisti non eseguiti da lungo tempo o di lavori mai registrati prima di artisti trascurati. Lui stesso parlò della sua affinità con la musica scritta "tra il 1909 e gli anni '20". Volkov ha realizzato diverse registrazioni per l'etichetta Hyperion.
Volkov e la sua compagna Maya Dunietz hanno una figlia, Nadia, nata nell'agosto del 2007 in Israele. A Tel Aviv, Volkov e il musicista jazz Assif Tsahar hanno fondato la sala per spettacoli Levontine 7.